# Klaus Bischoff
Klaus Bischoff (Ulm, 9 de juny de 1961), és un jugador d'escacs alemany, que té el títol de Gran Mestre des de 1990.
A la llista d'Elo de la FIDE del novembre de 2020, hi tenia un Elo de 2495 punts, cosa que en feia el jugador número 49 (en actiu) d'Alemanya. El seu màxim Elo va ser de 2569 punts, a la llista de novembre de 2009 (posició 352 al rànquing mundial).

## Resultats destacats en competició
En edat juvenil, fou tercer al Campionat del món juvenil celebrat a Dortmund (Alemanya Occidental) el 1980, rere Nigel Short i el campió Garri Kaspàrov.
En Bischoff és un expert en escacs ràpids, i ha estat onze cops campió d'Alemanya de ràpides. El 1999, empatà al primer lloc al prestigiós torneig de ràpides d'Essen, amb Vladímir Iepixin.
En competicions internacionals, ha obtingut un grapat de primers llocs, inclosos els torneigs de Kecskemet 1988, Arosa 1996, Recklinghausen 1999, Essen 2000, Bad Zwesten 2003 i Bad Zwesten novament, el 2005.
El 2006, va empatar als llocs 2n-9è amb Luke McShane, Stephen J. Gordon, Gawain Jones, Šarūnas Šulskis, Luís Galego, Danny Gormally i Karel van der Weide al II Campionat individual obert de la UE a Liverpool. Fou segon al Campionat d'Alemanya a Bad Wörishofen el 2008, rere el campió Daniel Fridman, i tercer a l'edició de 2009, a Saarbrücken (el campió fou Arik Braun).
El 2009, fou segon (empatat amb un grup de GMs en les posicions 2 a 11) a la 6a edició de la LGA Premium Chess Cup a Nürnberg (el campió fou Thomas Luther).
El 2013 va ser campió d'Alemanya, amb 6½ punts de 9, per primer cop en 30 anys de la seva carrera escaquista.
El desembre de 2015 fou per segon cop campió d'Alemanya, amb 6½ punts de 9, els mateixos punts però amb millor desempat que Vitali Kunin.

### Participació en Olimpíades d'escacs

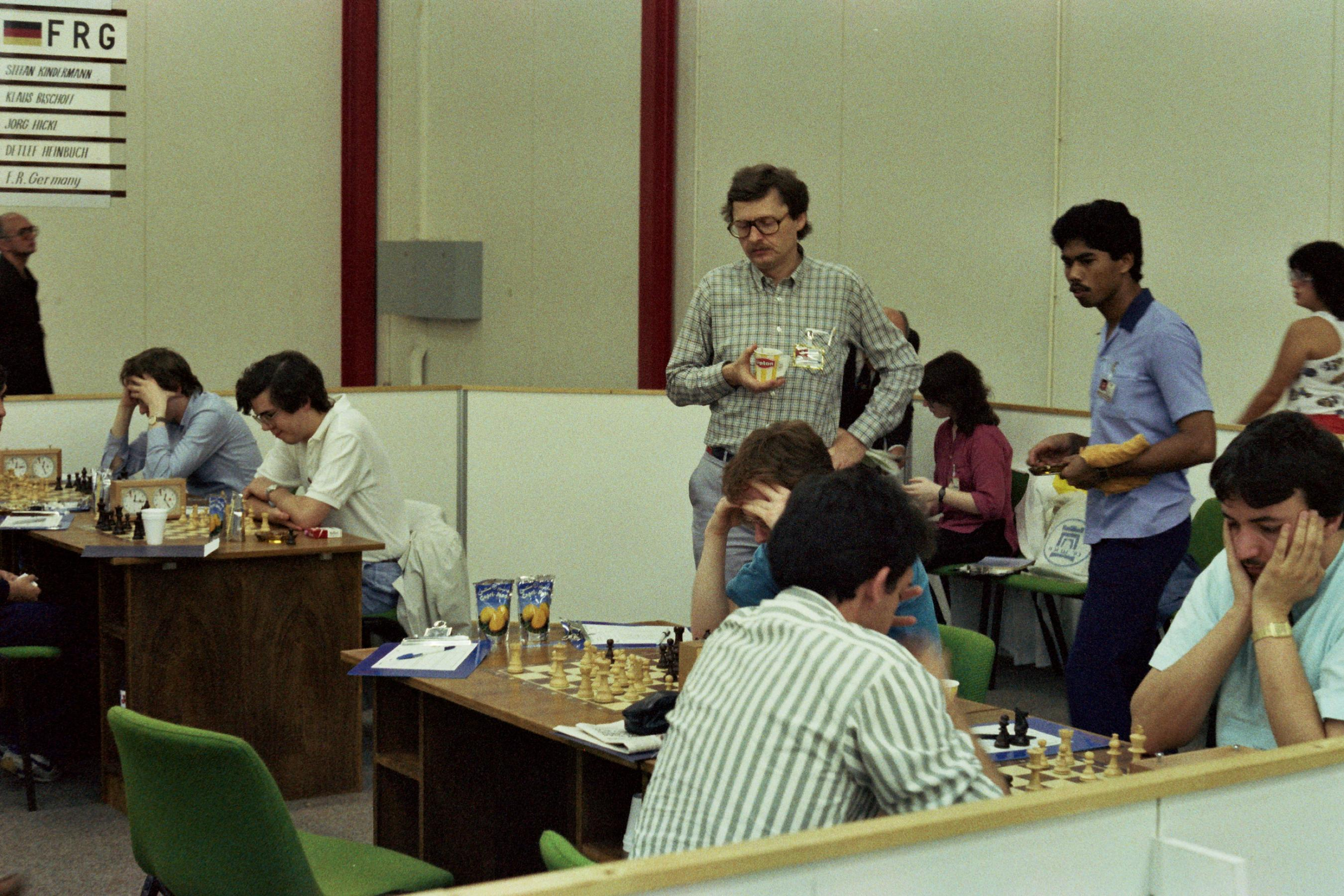
Stefan Kindermann, Klaus Bischoff, Jörg Hickl, Detlef Heinbuch i, dempeus al mig, Hans-Joachim Hecht a l'Olimpíada de 1986.

Bischoff ha participat, representant Alemanya, en sis Olimpíades d'escacs, totes les edicions celebrades entre els anys 1986 i 1990, i posteriorment les edicions de 2000 i 2004 (amb un total de 24 punts de 47 partides, un 51,1%). A les edicions entre 1986 i 1988 hi participà com a MI, i a partir de 1990 com a GM. Formà part de l'equip alemany que obtingué la medalla d'argent a la XXXIV Olimpíada a Istanbul, el 2000.